# اچ‌ام‌اس جونو (۱۷۵۷)
اچ‌ام‌اس جونو (۱۷۵۷) (به انگلیسی: HMS Juno (1757)) یک کشتی بود که طول آن ۱۲۷ فوت ۱۰ اینچ (۳۸٫۹۶ متر) بود. این کشتی در سال ۱۷۵۷ ساخته شد.